# Oakland (Nebraska)
Oakland is een stad in de Burt County, in de Amerikaanse staat Nebraska, De stad behoort tot de kleine groep steden van Amerika, die ook een city worden genoemd. Oakland had bij de telling van 2000 1367 inwoners.
Oakland is gelegen aan de Logan Creek Valley, wat niet zo ver afgelegen is de rivier Missouri.
De plaatsnaam komt van de stichters John Oak en zijn vrouw Inger Askwig Oak. Oorspronkelijk was John Oak een van 23 gevangenen uit Ottawa, die na ontvluchting in juli 1855 in de Noorse Tekamah nederzetting in LaSalle County in de staat Iowa terechtkwamen. Oak kwam wat later in de iets meer noordelijk gelegen Silver Creek township te wonen en had inmiddels een familie. In 1866 trokken de familie naar het westen van Burt County. Daar zette hij een nederzetting op, er kwamen al snel ook nog vijf andere families te wonen.
De plaats groeide langzaam mede door de diversiteit van kerkgeloven maar ook door de komst van de spoorlijn met een treinstation maakte dat de plaats snel groeide. Het werd als dorp officieel erkend 13 april 1888. Later zou het officieel een stad worden, een vierde klas stad, zoals dat toen werd genoemd.
In 1921 liet ene A. E. Wells, een bankier een stadspark ontwikkelen en aanleggen langs de Logan Creek. Het stadspark beslaat ongeveer 40 hectare. 3 jaar later werd er ook een grote golfbaan aangelegd bij Oakland, wat een van de eerste banen was in noordoosten van Nebraska.
Icoon van de stad is een houten paard, een Zweedse Dala paard. Dit komt van oorsprong van het jaarlijks gehouden Zweeds Festival, dat een duidelijk Zweedse tint heeft. Oakland staat ook bekend als de "Swedish Capital of Nebraska", de Zweedse hoofdstad van Nebraska.

## Plaatsen in de nabije omgeving
De onderstaande figuur toont nabijgelegen plaatsen in een straal van 24 km rond Oakland.